# 五社駅
五社駅（ごしゃえき）は、兵庫県神戸市北区有野町有野字バンヤにある、神戸電鉄三田線の駅。駅番号はKB21。標高259 m。
複線の始終端となる駅を除く単線区間の駅として、神戸電鉄線で通過列車の設定のある唯一の駅である。
当駅以北から、三田へ出てJR宝塚線に乗り換え、大阪方面へと向かう通勤・通学客が少しずつ多くなっていく。

## 歴史
- 1928年（昭和3年）12月18日：神戸有馬電気鉄道の三田線開通と同時に開業[1]。
- 1947年（昭和22年）1月9日：三木電気鉄道との合併により、神有三木電気鉄道（現在の神戸電鉄）の駅となる。

## 駅構造
単式1面1線のホームを持つ地平駅。駅舎はホーム新開地寄りにあり、かつて改札窓口があった場所に構内売店を設けたが、2010年10月に閉店。ホームは三田寄り3両分が板張りであったが後にコンクリート化された。
沿線光ネットワークに接続された駅務遠隔システムが導入されており、売店スタッフが一部駅業務を担当していた。
田尾寺 – 岡場、有馬口 – 新開地は複線化されているが、岡場 – 当駅 – 有馬口の区間が未だに複線化されておらず単線のままである。岡場方面にはすでに複線化の用地が確保されている。

## ダイヤ
上下とも、毎時4本が発着する。

## 利用状況
近年の1日平均乗車人員は下表のとおりである。
| 年度               | 1日平均 乗車人員 |
| ------------------ | ---------------- |
| 2007年（平成19年） | 1,060            |
| 2008年（平成20年） | 1,074            |
| 2009年（平成21年） | 1,027            |
| 2010年（平成22年） | 1,000            |
| 2011年（平成23年） | 991              |
| 2012年（平成24年） | 1,003            |
| 2013年（平成25年） | 1,044            |
| 2014年（平成26年） | 1,019            |
| 2015年（平成27年） | 1,049            |
| 2016年（平成28年） | 1,049            |
| 2017年（平成29年） | 1,052            |
| 2018年（平成30年） | 1,019            |
| 2019年（令和元年） | 1,022            |
| 2020年（令和02年） | 863              |
| 2021年（令和03年） | 910              |
| 2022年（令和04年） | 964              |

## 駅周辺

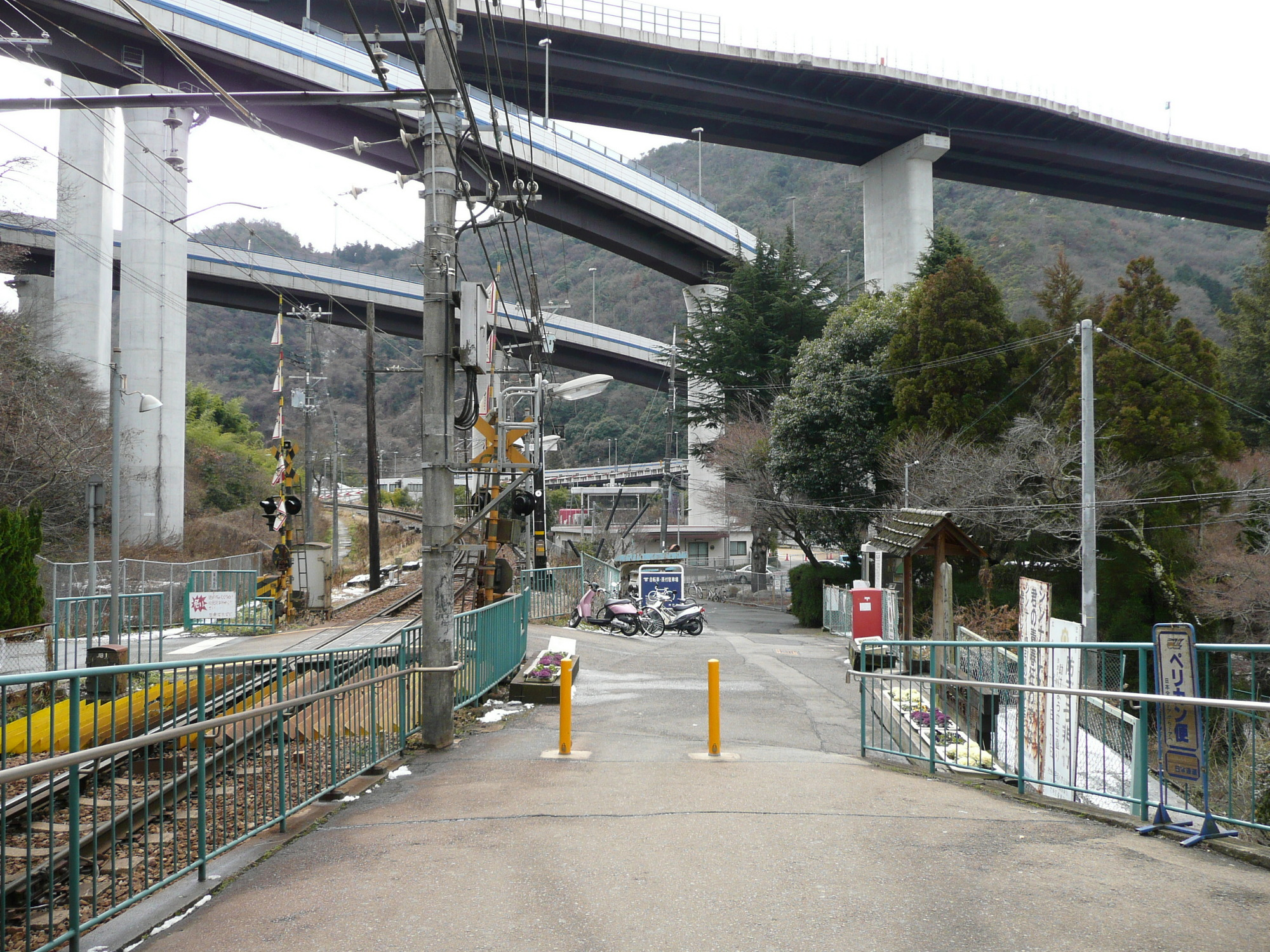
駅前風景

駅は有野川に沿ったところにあり、周りは自然に囲まれている。すぐ北東に進むと有野台があり、北西に進むと藤原台がある。どちらもとても規模が大きい住宅地である。駅前は阪神高速の高架橋が覆っている。
- 兵庫県道15号神戸三田線（有馬街道）[1]

有馬街道沿いにはコンビニや飲食店もある。
- 神戸有野平井郵便局
- 西山スーパー
- 阪神高速7号北神戸線五社出入口[1]

## バス路線
| 停留所名 | 運行事業者 | 路線名・系統・行先                                                                                       |
| -------- | ---------- | --- |
| 五社駅   | 阪急バス   | - 3系統・4系統・5系統：岡場駅 - 7系統：有馬温泉（太閤橋） / 岡場駅 - 8系統：済生会病院・北神区民センター |

## 隣の駅
神戸電鉄
■三田線
■特快速
通過
■急行・■準急・■普通
有馬口駅 (KB15) - 五社駅 (KB21) - 岡場駅 (KB22)